# Myrmicaria rustica
Myrmicaria rustica är en myrart som beskrevs av Santschi 1925. Myrmicaria rustica ingår i släktet Myrmicaria och familjen myror.

## Underarter
Arten delas in i följande underarter:
- M. r. angustior
- M. r. rustica